# Dipartimento di Madinani
Il dipartimento di Madinani è un dipartimento della Costa d'Avorio. È situato nella regione di Kabadougou, distretto di Denguélé.
Nel censimento del 2014 è stata rilevata una popolazione di 39.704 abitanti. 
Il dipartimento è suddiviso nelle sottoprefetture di Fengolo, Madinani e N'Goloblasso.